# Latino medievale

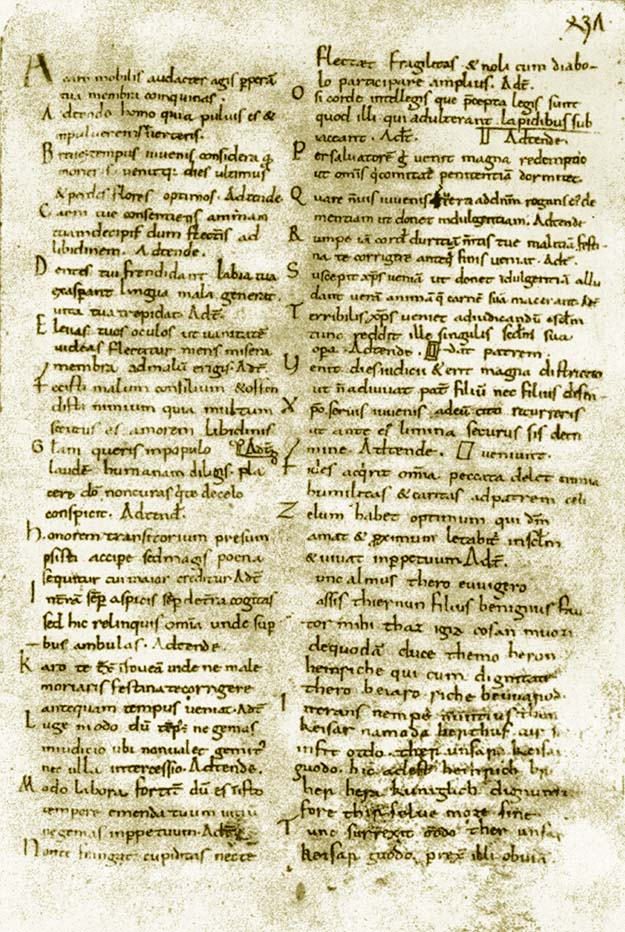
Pagina scritta in latino medievale tratto dal Carmina Cantabrigiensia

Il latino medievale era la forma di latino usato nel Medioevo come lingua di cultura e come lingua liturgica dalla Chiesa cattolica, ma anche come lingua letteraria, lingua dell'amministrazione e del diritto.
Non esiste un consenso unanime che delimiti esattamente il periodo durante il quale il latino medievale si è differenziato dal latino volgare, ma in generale si considera latino medievale il latino scritto che inizia dopo la caduta dell'Impero romano d'Occidente (molti studiosi anticipano questa data indicativa anche di un secolo) fino alla soglia dell'Umanesimo (metà del XIV secolo), comprendendo dunque il latino di Dante del De Vulgari Eloquentia e del De Monarchia, ma escludendo già quello di Petrarca e anche di Coluccio Salutati.

## Influenze
Il latino medievale era caratterizzato da un ampio vocabolario, formatosi dalla confluenza nel latino di parole provenienti dal lessico di numerose altre lingue. È stato fortemente influenzato dalla lingua della Vulgata, che contiene peculiarità aliene alla lingua latina classica, conseguenza di una più o meno stretta correlazione con il greco e l'ebraico. Queste particolarità si riflettevano non solo nel vocabolario, ma anche nella grammatica e nella sintassi. Numerose parole furono assunte anche dal lessico del germanico parlato dalle diverse popolazioni germaniche che migrarono in direzione dell'Impero romano.

## Autori in latino medievale

### IV-V secolo
- Aetheria (fl. 385)
- Sofronio Eusebio Girolamo (c. 347–420)
- Agostino d'Ippona (354-430)

### VI-VII secolo
- Boezio (c. 476 - 525)
- Cassiodoro (c. 490 - c. 583)
- San Gildas († c. 570)
- Venanzio Fortunato (c. 530 – c. 600)
- Gregorio di Tours (c. 538–594)
- Papa Gregorio I (c. 540 – 604)
- Isidoro di Siviglia (c. 560–636)
- Beda il Venerabile (c. 672–735)
- San Bonifacio (c. 672 - 754)
- Crodegango di Metz († 766)
- Paolo Diacono (anni 720 - c.799)
- Pietro da Pisa († 799)
- Paolino II (anni 730 - 802)
- Alcuino di York (c. 735–804)

### IX secolo
- Eginardo (775-840)
- Rabano Mauro (780-856)
- Pascasio Radberto (790-865)
- Rodolfo di Fulda († 865)
- Dhuoda
- Lupo Servato (805-862)
- Andrea Agnello (c. 805-846?)
- Incmaro di Reims (806-882)
- Valafrido Strabone (808-849)
- Floro di Lione († 860?)
- Gotescalco (808-867)
- Sedulio Scoto (fl. 840-860)
- Antipapa Anastasio III (810-878)
- Giovanni Scoto Eriugena (815-877)
- Notker I di San Gallo (840-912)

### X secolo
- Liutprando di Cremona (c. 920 - 972)
- Raterio di Verona (887–974)
- Tietmaro di Merseburgo (975–1018)
- Letaldo di Micy († 950 circa)
- Roswitha di Gandersheim (c. 935 - 975)

### XI secolo
- Mariano Scoto (1028–1082)
- Adamo da Brema (fl. 1060–1080)
- Marbodo di Rennes (c. 1035-1123)

### XII secolo
- Pietro Abelardo (1079–1142)
- Sugerio di Saint-Denis (c. 1081 – 1151)
- Guglielmo di Malmesbury (c. 1090 - c. 1143)
- Bernardo di Chiaravalle (1090 - 1153)
- Goffredo di Monmouth (c. 1100 – c. 1155)
- Aelredo di Rievaulx (1110-1167)
- Ottone di Frisinga (c. 1114–1158)
- Guglielmo di Tiro (c. 1130-1185)
- Pierre de Blois (c. 1135 – c. 1203)
- Gautier de Châtillon (fl. c. 1200)
- Archpoet (fl. 1159–1167)

### XIII secolo
- Giraldus Cambrensis (c. 1146 – c. 1223)
- Saxo Grammaticus (c. 1150 – c. 1220)
- Roberto Grossatesta (c. 1175 - 1253)
- Tommaso da Celano (c. 1200 – c. 1265)
- Alberto Magno (c. 1200–1280)
- Ruggero Bacone (c. 1214–1294)
- Bonaventura da Bagnoregio (c. 1217 - 1274)
- Tommaso d'Aquino (c. 1225–1274)
- Sigieri da Brabante (c. 1240–1280s)

### XIV secolo
- Duns Scoto (c. 1266–1308)
- Ranulf Higdon (c. 1280 - c. 1363)
- Guglielmo di Ockham (c. 1288 - c. 1347)
- Nicholas Trevet (c. 1265 - c. 1335)